# トーコーチェーン

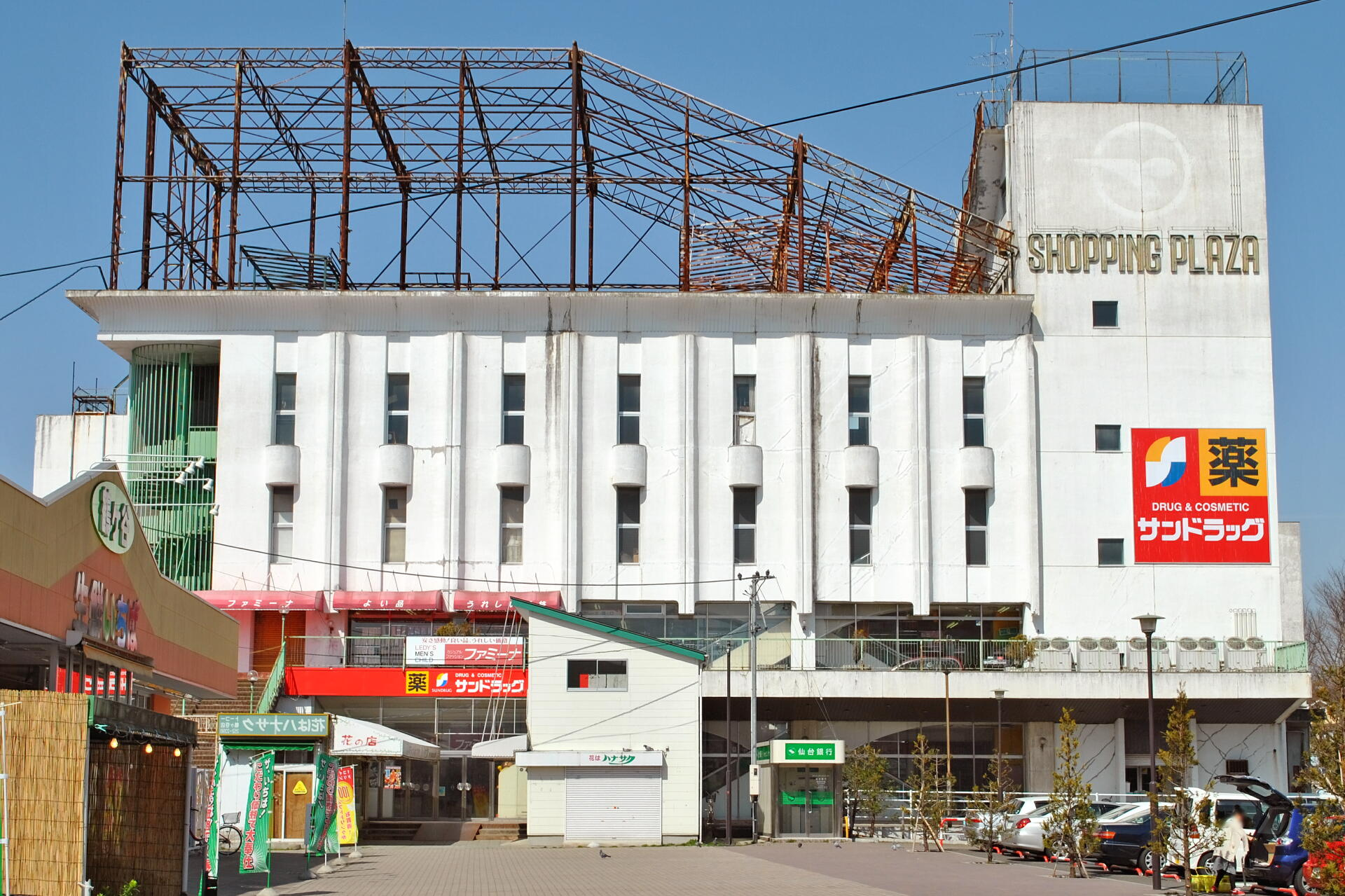
トーコー鶴ケ谷店の跡地（2010年4月）。外されているが、商標の跡が見られる。

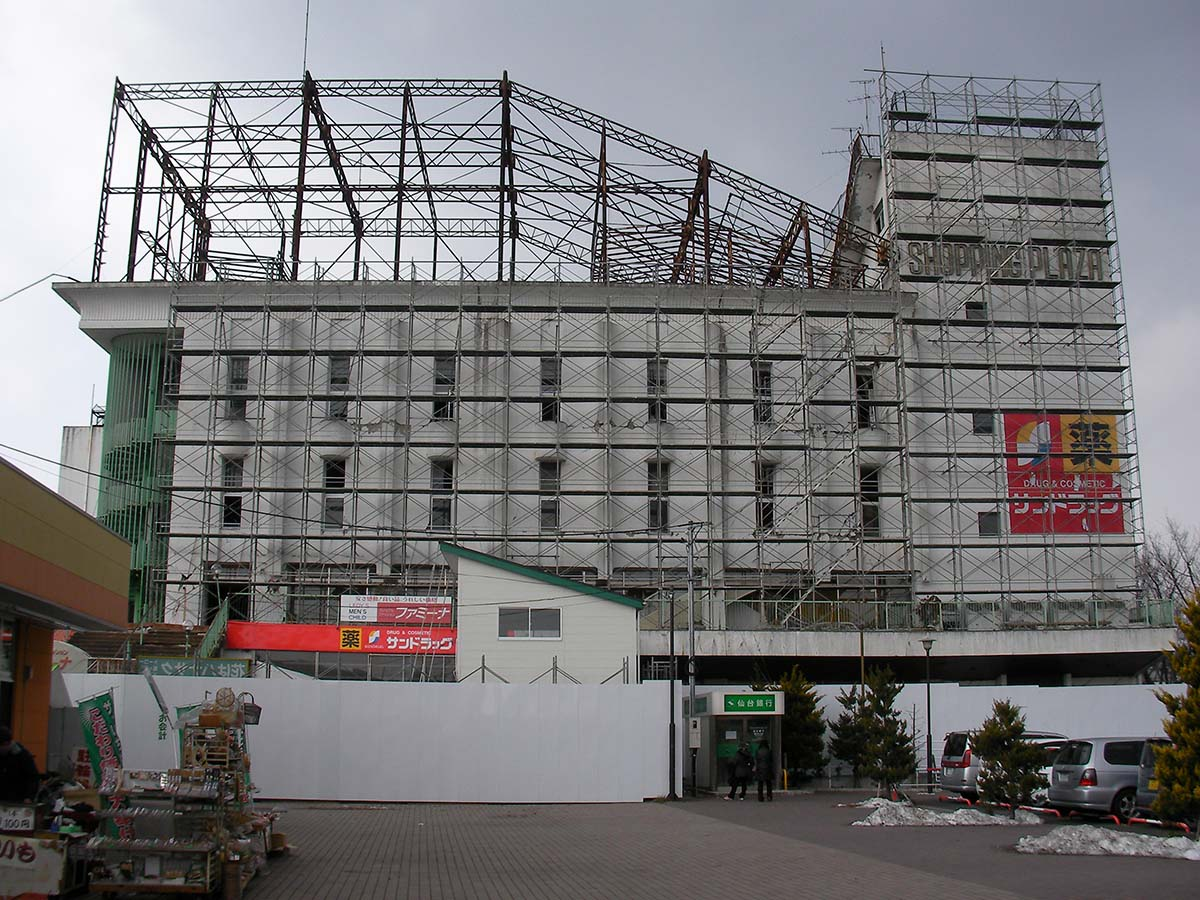
解体作業中のトーコー鶴ケ谷店跡地ビル(2012年2月)

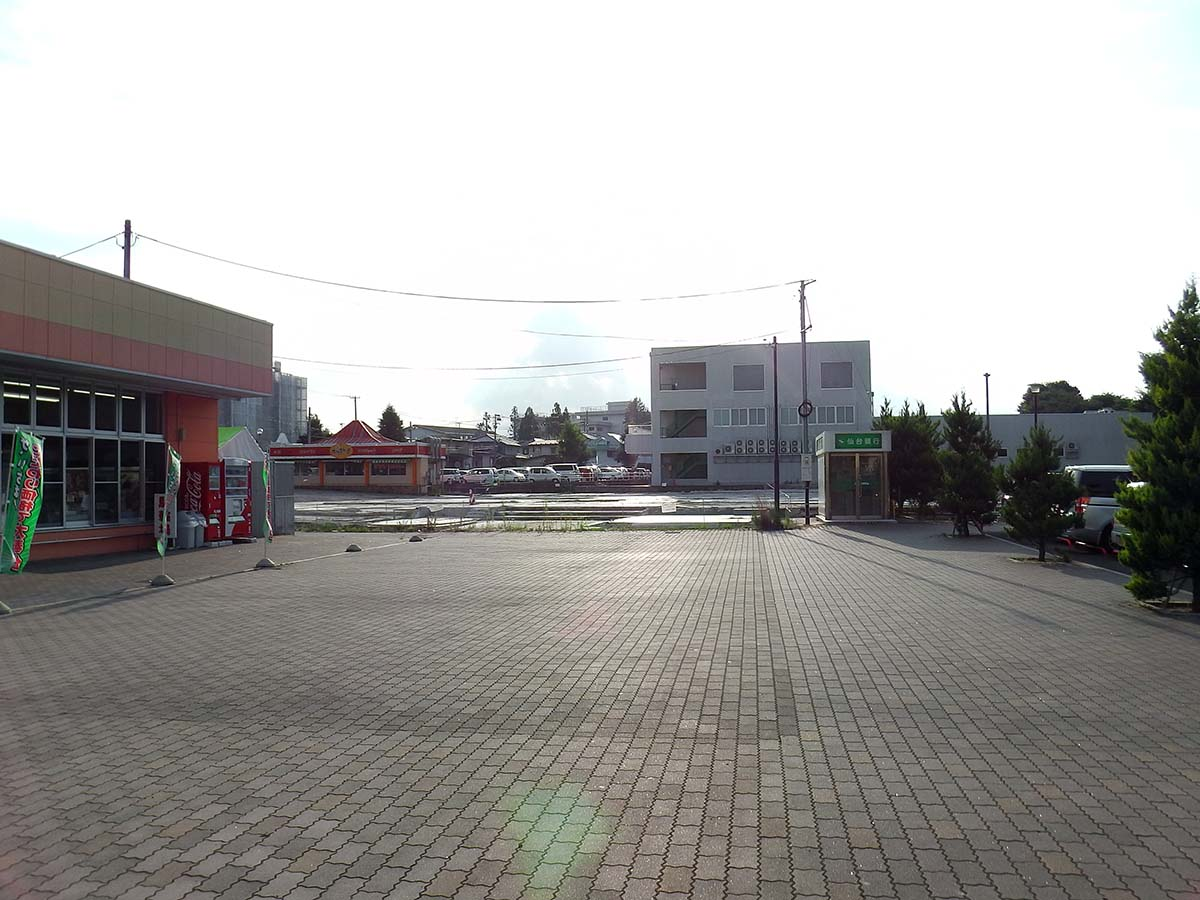
解体後の更地となったトーコー鶴ケ谷店跡地(2012年8月)

トーコーチェーンは、かつて宮城県仙台市を中心に展開していたスーパーチェーンである。

## 歴史
1957年（昭和32年）に東一番丁に丸光が丸光食品センターを設立して食料品などの販売を行ったのが始まりである。
1958年（昭和33年）7月に東一番丁の“東”と丸光の“光”をとって東光に名称変更し、同じ丸光の関連企業が保有する仙台駅前の第一ビル内に開いた第一ビル店を開業した後、1963年（昭和38年）6月にはセルフサービス方式に切替えると共に社名を「トーコー」と改め、1964年（昭和39年）4月に長町店を開設したことで複数店舗からなるチェーン店への第一歩を踏み出し、当時S.S.D.S(Self Service Department Store)と呼ばれていた総合スーパーチェーンの展開を目指した。
1966年（昭和41年）12月に北仙台店を開設して仙台市内の主要3駅周辺への展開を実現し、1967年（昭和42年）12月に仙台駅前の青葉通沿いに東五番丁店、1968年（昭和43年）7月に連坊小路に連坊店と仙台市内でチェーン展開を進め、1969年（昭和44年）8月には塩竈市新富町に塩釜店を開設して市外へも進出するなど仙台周辺でのチェーン展開を進める。
総合スーパーの業態に進出したのと同じ1963年（昭和38年）に長崎屋仙台店が進出していたものの、当初は全国チェーンの総合スーパーの進出は他になかったため、全盛期にはエンドーチェーンと共に仙台商圏の一翼を担い、後の旗艦店である鶴ケ谷店なども出店した。
しかし1975年（昭和50年）に入ると、ジャスコとダイエーを皮切りに全国チェーンの進出が始まり、1988年（昭和63年）には仙台市泉区にダイエー泉店が、1992年（平成4年）にはイトーヨーカドー仙台泉店がそれぞれ進出するなど、郊外への全国チェーンの進出が始まり競争が激化。
これに地場資本のライバルだったエンドーチェーンが、1991年（平成3年）2月に西友と業務提携し、以後システムの切替えや仕入先の見直し、更には不採算店の閉鎖や改装などのリストラによる更なる競争激化により採算が悪化。
1995年（平成7年）6月30日に有利子負債約25.7億円を抱えて仙台地方裁判所に自己破産を申請し倒産した。最後まで営業していた店舗は鶴ケ谷店と長町店の2店のみだった。
チェーン本部は仙台市宮城野区鶴ケ谷2-8にあった。（鶴ケ谷店）

## かつて展開されていた店舗
- 鶴ケ谷店（仙台市鶴ケ谷2-8[12][13]（現・宮城野区）、1974年（昭和49年）11月21日開店[12][13] - 1995年（平成7年）6月30日自己破産申請に伴い閉店[10]）
敷地面積約4,486.97m2[12]、鉄筋コンクリート造地上4階建て[12]、延べ床面積約7,903.01m2[12]、店舗面積約4,122m2[12]（直営店舗面積約1,995m2[12]）、駐車台数約100台[12]。
1976年（昭和51年）、仙台市による鶴ケ谷団地開発の目玉として鶴ケ谷ショッピングセンター内に出店した。地上5階で、1階が食料品、2階が衣料品とレストラン、3階が家電雑貨を扱い、4階にはテナント、5階にはゲームコーナーとゴルフ練習場が入っていた。[要出典]1992年の売場面積は2,380m2であった[14]。
1995年にトーコー鶴ケ谷店が閉店した後は、テナントの撤退が進み、建物の老朽化が進んで3階以上は利用されなくなった。1階と2階に衣料品店「ファミーナ」や薬店「サンドラッグ」などが残る状況で2011年（平成23年）3月11日の東北地方太平洋沖地震（東日本大震災）を迎えた。震災により建物に亀裂が生じて倒壊の危険性が指摘され、翌2012年（平成24年）7月に解体された。[要出典]
- 長町店（仙台市太白区長町5-3-8[15]、1964年（昭和39年）4月開店[1] - 1995年（平成7年）6月30日自己破産申請に伴い閉店[10]）
店舗面積1,320m2[15]。
1階は宮城交通長町ターミナルとなっていたが[1]、1997年（平成9年）に建物は解体され、現在はたいはっくるとなっている。[要出典]
- 塩釜店（塩竈市新富町18-30[16]、1969年（昭和44年）8月開店[16][4]）
地下1階地上5階建て[17]、店舗面積3,219m2[16] → 2,061m2[18]。

- 北仙台店（仙台市青葉区荒巻字堤下南64[15]、1966年（昭和41年）12月開店）[3]
店舗面積1,380m2[15]。
1989年（平成元年）に閉店後マンションに建て替えられその1階に引き続き出店予定であったが、資金繰りに窮していた時代でマイカルポロロッカが入る事となった。[要出典]
- 駅前店（仙台市中央1-2-3[19]（旧・名掛町91[15]）（現・青葉区）、1958年（昭和33年）開店[1]）
敷地面積約1,464.57m2[19]、鉄筋コンクリート造地下2階地上9階建て塔屋3階[19]、延べ床面積約15,567.45m2[19]、店舗面積約1,618m2[19]（直営店舗面積約860m2[15] → 約954m2[19]）、駐車台数約120台[19]。
店舗面積。
旧第一ビル[※ 1]の1階に出店。[要出典]

- 東五番丁店（仙台市青葉区東五番丁22[20]、1967年（昭和42年）12月開店[20]）[4]
店舗面積160m2[20]。
仙台駅前の青葉通沿いにあった[4]。
- 連坊店（仙台市連坊小路164[20]、1968年（昭和43年）7月26日開店[20]）
店舗面積396m2[20]。
- 東仙台ＣＶ店（仙台市宮城野区新田2丁目3-6 第二東仙台ガーデンハイツ　1階）　[要出典]
現在、「イオンエクスプレス 仙台新田店」及び「コインランドリー　あらう・ゾウ」が入居[要出典]
- このほかに一番町店もあった。なお、岩手県一関市には東光という名称でデパートが存在したが、1970年代に倒産し、ヤマニ三春屋が経営を肩代わりしたため関連性は薄い。[要出典]

## テレビCM
全盛期にはテレビCMも放映され、BGMには閉店前の時間帯などに店内放送でも流れていたオリジナルのCMソングのほか、「マルタ島の砂」（演奏：ハーブ・アルパート&ティファナ・ブラス）も使われていた。
2023年12月23日に発売された「決定版　懐かしのせんだいCM大百科」ではトーコーチェーンのCMソングが天地総子による歌唱でリメイクされた。